# Словікув (Опольське воєводство)
Словікув (пол. Słowików) — село в Польщі, у гміні Рудники Олеського повіту Опольського воєводства.
Населення — 138 осіб (2011).
У 1975-1998 роках село належало до Ченстоховського воєводства.

## Демографія
Демографічна структура станом на 31 березня 2011 року:
|          | Загалом | Допрацездатний вік | Працездатний вік | Постпрацездатний вік |
| -------- | ------- | ------------------ | ---------------- | -------------------- |
| Чоловіки | 77      | 10                 | 52               | 15                   |
| Жінки    | 61      | 11                 | 31               | 19                   |
| Разом    | 138     | 21                 | 83               | 34                   |